# 経皮的末梢神経電気刺激

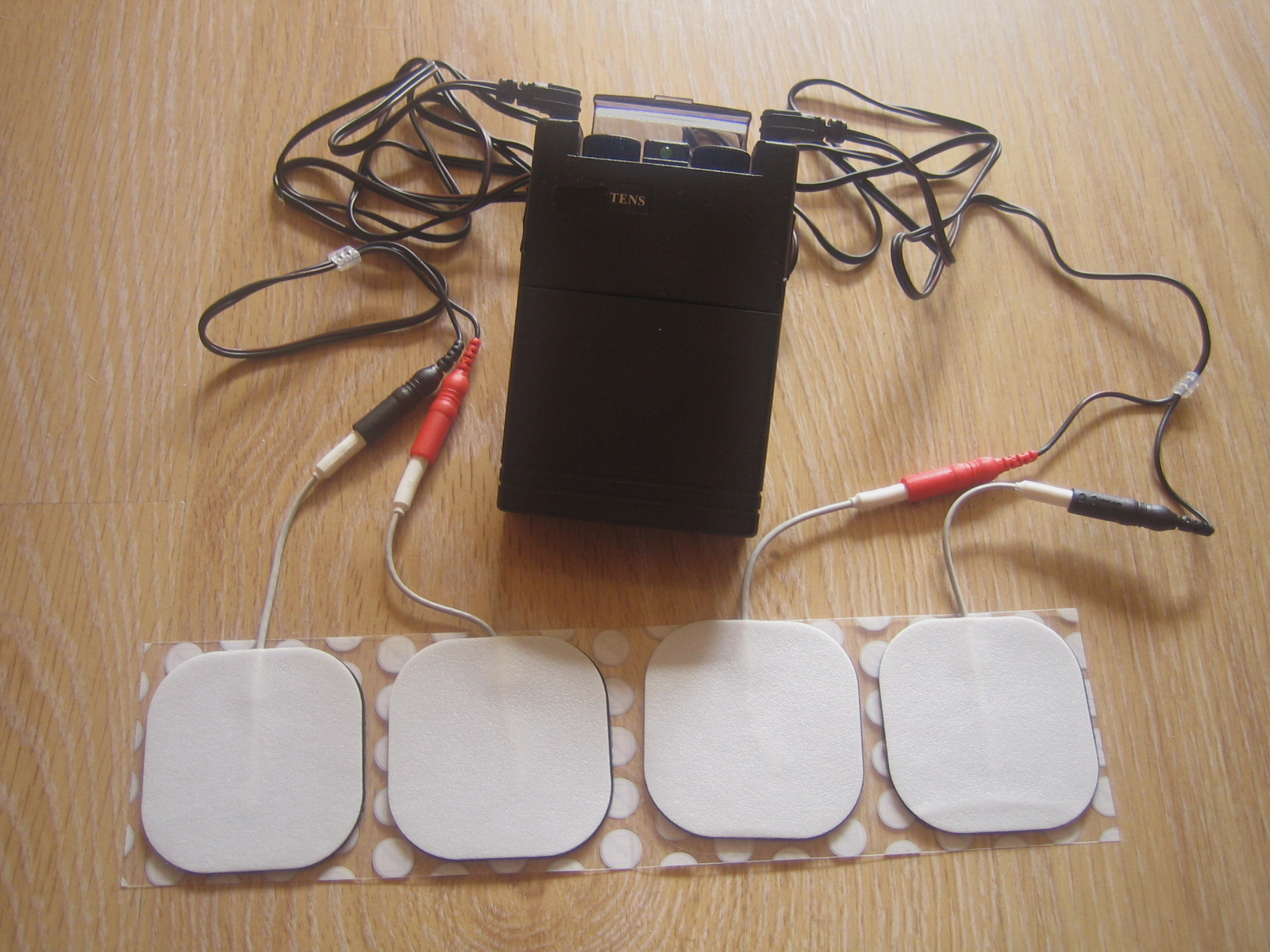
4線式 TENS ユニット。

経皮的末梢神経電気刺激（けいひてきまっしょうしんけいでんきしげき、英：transcutaneous electrical nerve stimulation，TENS）は、痛みの局所、周辺、あるいは支配脊髄神経起始部などに表面電極を置き、低周波を通電する電気療法の一種である。経皮から電気で末梢神経を刺激して鎮痛させる療法でテンスとも呼ばれる。大径のAβ求心線維を選択的に刺激し、脊髄後角での痛み伝達を抑制するというゲートコントロールセオリーの実証である。しかし、現在は主にオピエイト媒介理論を利用した低周波TENSが一般的である。

## 歴史
痛みに対して電気を用いるという考えは古来より存在し、西暦46年にはシビレエイからの電気放電を利用したという記録がある。1791年にはルイージ・ガルヴァーニが動物電気を発見した。次いでボルタが蓄電池の原型装置を考案し、数年後にはガルバニーがこの装置を用いて筋収縮を得るガルバーニ電流を作り出した。デュシェンヌはこの電気刺激により、効果的に筋収縮が起こる皮膚部位をモーターポイントと名付けた。1830年代にはファラデーがファラデー電流を、1905年にはラピックが興奮の法則を発見した。疼痛コントロールを目的とした電流利用は、1965年にPatrick D.Wall（1925〜2001）とRonald Melzackが提唱したゲートコントロールセオリーに端を発する。1967年、硬膜外脊髄刺激療法（dorsal column stimulation）の研究が盛んになり、その鎮痛効果を確かめる為に、経皮的な末梢神経刺激（TENS）が行われた。ところが、TENSはそれ自体で十分な鎮痛効果を発揮することが認められた。また、内在性モルヒネ様物質の発見、抑制性伝達物質が関与する痛みの抑制機構の提唱がなされ、生体内に痛みを抑制する機構が備わっていることが証明された。この内在性抑制機構を利用した痛みの治療が示唆された為、電気鎮痛への関心が高まっていった。

## 作用機構
ゲートコントロールセオリーによるもの
閾値の低い非侵害受容器であるAβ求心線維を電気刺激により選択的に興奮させ、脊髄後角での痛み伝達を抑制する。このような電気刺激の適応は「従来型あるいは高周波TENS」とされる。これによる鎮痛効果は、電気刺激がなされている時のみ発揮される。パルス周波数は100～150Hz程度が適しているとされる。
オピエート媒介理論によるもの
エンドルフィンやエンケファリンの産生と放出を促進し、オピエート受容体に結合させ、神経伝達物質あるいは神経修飾物質として作用することで疼痛を修飾する。また、非オピオイド（セロトニン）系に関与する下行性抑制性経路を活性化させ、疼痛を抑制する。このような電気刺激の適応は「低周波あるいは針麻酔様TENS」とされる。これによる鎮痛効果は、電気刺激後4～5時間に渡り発揮される。パルス周波数は2～10Hz程度が適している。

## 適用
急性疼痛から慢性疼痛まで多岐に渡る。臨床応用としては以下が挙げられる。
- 分娩後疼痛
- 変形性関節症
- 脊髄損傷後疼痛
- 関節リウマチ
- 幻肢痛
- CRPS
- 末期癌による疼痛
- 外傷性末梢神経損傷
- ヘルペス後神経痛
- 断端部痛
- 術後痛
- 筋筋膜性疼痛
- 腰痛

## 禁忌
- デマンド型心臓ペースメーカーまたは不整脈
- 頚動脈洞上の電極設置
- 静脈もしくは動脈血栓症または血栓性静脈炎の範囲
- 妊婦の腹部または腰背部